# Fidel Barajas
Fidel Barajas Juarez Jr. (* 5. April 2006 in Sacramento, Kalifornien) ist ein mexikanisch-amerikanischer Fußballspieler, der im offensiven Mittelfeld bzw. in der Sturmreihe einsetzbar ist. Als gebürtiger US-Amerikaner mit mexikanischen Vorfahren spielte er zunächst für die Juniorenauswahl der USA und anschließend für die mexikanische Juniorenauswahl.

## Leben
Barajas startete seine Laufbahn 2021 in der U-15-Mannschaft von Sacramento Republic, für die er anschließend auch in der U-17 spielte, bevor er 2022 zu den San José Earthquakes wechselte, bei denen er ebenfalls für die U-17-Mannschaft spielte. 
Seine erste Station als Erwachsenenspieler verbrachte Barajas bei Charleston Battery. Anschließend spielte er im ersten Halbjahr 2024 bei Real Salt Lake, bevor er im Juli 2024 zum mexikanischen Erstligisten Club Deportivo Guadalajara wechselte. Für Guadalajara kam er bereits am 6. Juli 2024 zum Saisonauftakt der Apertura 2024 gegen Deportivo Toluca (0:0) zum Einsatz, nachdem er in der 80. Minute für Cade Cowell eingewechselt worden war.
Im Februar 2025 wurde er bis zum Sommer an das US-amerikanische MLS-Franchise D.C. United verliehen, welches eine Option auf eine Verlängerung dieser Leihe hatte. Im Laufe seiner Zeit dort wurde er nur fünf Mal für jeweils wenige Minuten eingesetzt.